# Джоу Сяочуан
Джоу Сяочуан (на китайски: 周小川; на пинин: Zhōu Xiǎochuān) е китайски политик и финансист, управител на Китайската народна банка.
Той е роден на 29 януари 1948 година в Исин, провинция Дзянсу, в семейството на партийния деятел и бъдещ министър на машиностроенето Джоу Дзиеннан. През 1975 година завършва Пекинския химикотехнологичен университет, а през 1985 година защитава докторат в Университета „Цинхуа“. Смятан за близък до т.нар. „Шанхайска клика“, през декември 2002 година той оглавява централната банка на Китай.